# Lia McHugh
Lia Ryan McHugh (18 de novembre de 2005) és una actriu estatunidenca. Ha aparegut a Totem (2017), The Lodge i Into the Dark (ambdues del 2019). Va interpretar a Sprite a la pel·lícula Eternals (2021) del Marvel Cinematic Universe (MCU).

## Primers anys
McHugh va néixer el novembre de 2005 a Pittsburgh, Pennsilvània, en una família d'actors. Té tres germans grans: Flynn, Logan i Shea, i un germà petit, Gavin, que té paràlisi cerebral. Gavin també és actor i interpreta Christopher Diaz a la sèrie dramàtica 9-1-1.

## Carrera
La major part de la seua carrera ha aparegut en projectes de terror com A Haunting, Totem, Along Came the Devil, The Lodge i Into the Dark. Va interpretar a Sprite a la pel·lícula del Marvel Cinematic Universe Eternals, que es va estrenar el novembre de 2021.